# Bullet In Your Head
Albums de Made of Hate
End of the Weakness
(2005)
Bullet In Your Head est le premier album studio du groupe de Death Mélodique Polonais Made of Hate (il s'agit en fait du deuxième album studio de la formation car le nom d'origine du groupe est Archeon et qu'ils ont décidé de rebaptiser leur groupe Made Of Hate pendant l'année 2007). Cet album est paru le 22 février 2008 sous le label Allemand AFM Records.

## Composition
- Michal Kostrynski : Chant, Guitare
- Radek Polrolniczak : Guitare
- Tomek Grochowski : Batterie
- Jarek Kajszczak : Basse

## Liste des morceaux
1. Bullet In Your Head - 4:28
2. An Eye For An Eye - 4:37
3. On The Edge - 3:52
4. My Last Breath - 4:02
5. Mirror Of Sins - 3:30
6. Hidden - 4:11
7. Judgement - 4:13
8. Deadend - 4:55
9. Fallout - 5:02